# ماكس كروكومب
ماكس كروكومب (بالإنجليزية: Max Crocombe)‏ (12 أغسطس 1993 بأوكلاند في نيوزيلندا - ) هو لاعب كرة قدم نيوزلندي في مركز حراسة المرمى. شارك مع منتخب نيوزيلندا تحت 20 سنة لكرة القدم ومنتخب نيوزيلندا الأولمبي لكرة القدم. أما مع النوادي، فقد لعب مع أكسفورد يونايتد ونادي بارنت ونادي ساوثبورت ونونيتون بورو ‏ وBuckingham Town F.C. ‏.

## وصلات خارجية
- ماكس كروكومب على موقع قاعدة بيانات كرة القدم.إي يو (الإنجليزية)
- ماكس كروكومب على موقع ناشيونال فوتبول تيمز (الإنجليزية)
- ماكس كروكومب على موقع Soccerway.com (الإنجليزية)